# Близняшки (Atomic Heart)
Близняшки Левая и Правая — персонажи компьютерной игры Atomic Heart. Близняшки — роботы-балерины, созданные из уникального сплава и остатков сознания Екатерины Нечаевой — жены Сергея Нечаева. Левая и Правая являются личными телохранителями профессора Дмитрия Сеченова, безоговорочно выполняющими его приказы. Игрок впервые встречает их в офисе Сеченова, где они выдают ему ключ от машины. В одной из концовок игры они являются финальными боссами.
Близняшки завоевали большую популярность в интернете, став предметом фан-арта, косплея и интернет-мемов.

## В игре
Екатерина Нечаева являлась дочерью бабы Зины и женой Сергея Нечаева, главного героя Atomic Heart. Она не появляется в игре, однако упоминается в нескольких деталях, раскрывающих её прошлое. И Екатерина, и Сергей с позывными «Блесна» и «Плутоний» соответственно служили в отряде «Аргентум». В 1952 году в ходе специальной операции в Болгарии на них напали террористы, после чего Сергей был спасён профессором Сеченовым, а Екатерина скончалась от ран. Тогда профессор загрузил данные её мозга в двух роботов, сохраняя только её навыки боя и балета. Так появились Близняшки, которые стали телохранителями Сеченова. Они также хранили ключи для доступа к единому массиву знаний, чтобы в случае смерти видного человека можно было активировать ванну с полимерным человеком и загрузить в неё знания и навыки умершего.
Близняшки выполняют все приказы Сеченова и беспрекословно слушаются его, не имея возможности не подчиняться ему. Они являются одними из самых сильных роботов в Atomic Heart. Впервые игрок встречает Левую и Правую в офисе Сеченова, чтобы получить ключ от машины. В одной из концовок игры Близняшки становятся финальными боссами. Левая атакует Нечаева с земли, используя ближний бой и электрические разряды, а Правая — с воздуха полимерными огненными шарами большой дальности. В арсенале Близняшек, помимо полимерного оружия, есть лазеры. При этом урон, полученный одной из роботов, переносится на вторую. Проиграв битву с главным героем, роботы вращаются в воздухе, образуя полимерный объект неправильной формы, а затем теряют сознание. Правая оказывается Екатериной, запечатанной в роботе, протягивая руку Нечаеву на фоне обручальных колец.

## Внешний вид
Внешний вид Близняшек был вдохновлен образами русских балерин и фигуристок (во время ходьбы роботы характерно вытягивают носки и выполняют акробатические трюки), однако их габариты увеличены в несколько раз, а их стиль боя «напоминает русскую художественную гимнастику». Они имеют экстравагантный дизайн и стройное тело с выделяющимися формами ягодиц и груди.
Правая носит укороченный золотой бомбер, в то время как у Левой отсутствует какая-либо одежда. У каждой из Близняшек есть отсек на лбу, выполненный в виде красной звезды, из которого они могут выпускать золотой рог. Причёски роботов представляют собой длинные волосы, заплетённые в венок. Они напоминают причёску украинского политика Юлии Тимошенко, что вызвало негодование у некоторых жителей Украины.
Роботы сделаны из сплава полимера, железа и золота, с некоторыми частями тела более твёрдыми, чем другие. Внутри живота Близняшек находится альфа-коннектор, являющийся ключом от полимерных контейнеров с Человеком-Желе. Обувь роботов имеет уникальную конструкцию, которая позволяет им трансформировать пуанты в туфли на высоком каблуке. Некоторые СМИ опубликовали информацию о приблизительном росте Близняшек в 268 см.

В игре у Близняшек есть только несколько вариантов одежды, однако в файлах игры были обнаружены другие модели роботов. Одна из таких моделей показывает под «масками» роботов человеческие лица; это возможно увидеть с помощью определённой программы.

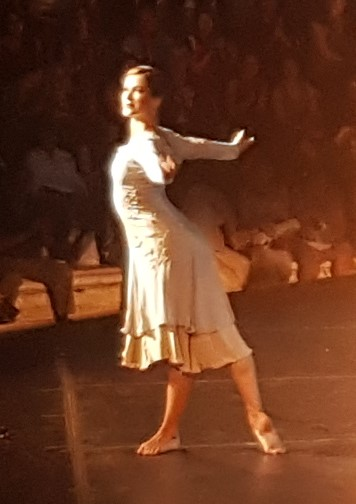
Анита Пудикова сыграла близняшек из Atomic Heart

## Исполнение
Прототипом Близняшек является балерина Большого театра Анита Пудикова. Левая была создана на основе движений Пудиковой. О своём участии в Atomic Heart балерина рассказала приблизительно ещё в то время, когда вышел трейлер игры. После выхода игры в интервью изданию Super.ru она заявила, что с ней связалась студия Mundfish и предложила участие в проекте. Балерина отметила, что после релиза Atomic Heart у неё появилось много поклонников среди любителей видеоигр. По словам Пудиковой, ей это нравится, хотя иногда приходится сталкиваться и с негативными отзывами. Балерина также снялась в тематической фотосессии. Движения Пудиковой использовались и для анимации Правой. Для того, чтобы два персонажа могли исполнять танец вместе, была задействована ассистентка.
На официальном YouTube-канале Atomic Heart было опубликовано видео, представляющее собой сцену передачи Близняшками ключа Сергею Нечаеву на разных языках: английском, китайском, русском, испанском, немецком, французском, итальянском, бразильском португальском. На русском языке Близняшек озвучили Татьяна Шитова (Левая) и Кристина Шерман (Правая). Позднее Шерман озвучила Правую (на этот раз представляющуюся Екатериной Нечаевой) для сюжетного дополнения к игре под названием «Узник Лимбо», однако ближе к релизу дополнения разработчики приняли решение заменить актрису на популярную стримершу Алину Рин. Представители Mundfish объяснили такое решение тем, что по творческой задумке голос героини «должен был сильно отличаться от голоса в „реальном“ мире игры».

## Популярность
После выхода игры Atomic Heart Близняшки стали очень популярными на просторах Интернета, начали появляться различные мемы и косплеи с ними. Многие игроки Atomic Heart восхитились внешним видом Близняшек, поскольку он сочетает в себе «силу, утончённость и сексуальность». Сексуализированное изображение роботов-близнецов стало предметом обсуждения: одни пользователи обрадовались этому, а других возмутил излишне дерзкий акцент на внешности персонажей.
В Интернете вскоре после релиза игры появились многочисленные косплеи на роботов, арты (сгенерированные, в том числе, нейросетями), модификации («моды»), например, изменяющие их внешний вид в игре («Близняшки в клетчатом купальнике»), меняющие облик Близняшек путём большей (или меньшей) детализации и прорисовки их бикини и груди, переделывающие роботов в обычных девушек, создающие Близняшкам лица и даже меняющие этим персонажам пол, делающие реалистичную физику груди. Сразу после запуска видеоигры бренд VIZIT анонсировал лимитированную линейку презервативов с Близняшками, которая, как сообщалось, будет выпущена в сотрудничестве с разработчиками Atomic Heart.
Также стали выпускаться коллекционные фигурки роботов от разных компаний (включая эротические), на Ozon и Wildberries стали продаваться кружки, футболки, ленточки и наклейки с изображением этих персонажей. Для Близняшек был даже создан специальный блог в Instagram, где публикуются арты, сгенерированные нейросетями.
Обозреватели называли Близняшек «новым секс-символом от мира видеоигр», «балеринами, способными превращаться в машины для убийств».